# Micronema minutum
Micronema minutum är en rundmaskart. Micronema minutum ingår i släktet Micronema och familjen Panagrolaimidae. Inga underarter finns listade i Catalogue of Life.